# 2003 en aéronautique
Chronologie de l'aéronautique
- 1999
- 2000
- 2001
- 2002
- 2003
- 2004
- 2005
- 2006
- 2007

Cet article présente les faits marquants de l'année 2003 en aéronautique.

## Évènements

### Février
- 1er février : la navette spatiale Columbia se désintègre lors de son entrée dans l’atmosphère.

- 17 février : liquidation judiciaire de la compagnie aérienne française Air Lib qui comptait 3 200 employés.

### Mars
- 7 mars : premier vol de l'avion d'entraînement avancé indien HAL HJT-36 Sitara.

### Avril
- 10 avril : annonce de la fin des vols commerciaux réguliers pour le Concorde, le 31 mai pour Air France et le 24 octobre pour British Airways. L'ultime vol à caractère commercial a lieu le 26 novembre. Le Concorde prend dès lors le chemin des musées, en France, Angleterre, USA et Allemagne, principalement.

### Mai
- 26 mai : l'Agence spatiale européenne parvient à trouver un accord pour lancer le programme Galileo, alternative au GPS américain.

### Juin
- 23 juin : création de Air Pullmantur

- 28 juin : à la suite de la liquidation d'Air Lib, Air France reprend ses liaisons avec Alger après plus de huit ans d'interruption de ces lignes.

### Septembre
- Septembre 2003 : entrée en vigueur de l'EASA.

- 1er septembre : Stephen Kreiger bat le record du monde de longueur de vol d'un avion de papier à Washington, avec 63,19 m[1].

- 3 septembre : premier vol du chasseur chinois JF-17 Thunder

- 30 septembre : Air France et KLM annoncent leur fusion. Air France absorbe 49 % de KLM tandis que les actionnaires de KLM récupèrent 15 % du nouveau groupe Air France-KLM. La Commission européenne tranchera favorablement en 2004.

### Octobre
- 1er octobre : création de l'agence d'exploration aérospatiale japonaise.

- 15 octobre : une fusée chinoise Longue marche CZ-2F effectue le lancement du premier spationaute chinois, le lieutenant colonel Yang Liwei, à bord du vaisseau Shenzhou 5. Le « taïkonaute » boucle quatorze orbites autour de la terre.

### Novembre
- 3 novembre : création d'Etihad.
- 7 novembre : liquidation judiciaire de la compagnie aérienne française basée à Toulouse Aeris.
- 22 novembre : attaque du vol DHL en 2003 à Bagdad.

### Décembre
- 1er décembre : le PDG de Boeing annonce sa démission à la suite du scandale du marché militaire américain enlevé par le groupe de Seattle. Dès le lendemain, le Pentagone suspend ce contrat portant sur des avions ravitailleurs.

- 3 décembre : premier vol de l'avion d'affaires Honda HA-420 HondaJet.

- 8 décembre : Débuts de l'exploitation de la compagnie aérienne à bas coût : Air Polonia.

- 31 décembre : Airbus dépasse Boeing en matière d'avion vendus sur les douze derniers mois : 305 à 281.